# RDH12
RDH12 (англ. Retinol dehydrogenase 12 (all-trans/9-cis/11-cis)) – білок, який кодується однойменним геном, розташованим у людей на короткому плечі 14-ї хромосоми. Довжина поліпептидного ланцюга білка становить 316 амінокислот, а молекулярна маса — 35 094.
| 10         |  | 20         |  | 30         |  | 40         |  | 50         |
| ---------- |  | ---------- |  | ---------- |  | ---------- |  | ---------- |
| MLVTLGLLTS |  | FFSFLYMVAP |  | SIRKFFAGGV |  | CRTNVQLPGK |  | VVVITGANTG |
| IGKETARELA |  | SRGARVYIAC |  | RDVLKGESAA |  | SEIRVDTKNS |  | QVLVRKLDLS |
| DTKSIRAFAE |  | GFLAEEKQLH |  | ILINNAGVMM |  | CPYSKTADGF |  | ETHLGVNHLG |
| HFLLTYLLLE |  | RLKVSAPARV |  | VNVSSVAHHI |  | GKIPFHDLQS |  | EKRYSRGFAY |
| CHSKLANVLF |  | TRELAKRLQG |  | TGVTTYAVHP |  | GVVRSELVRH |  | SSLLCLLWRL |
| FSPFVKTARE |  | GAQTSLHCAL |  | AEGLEPLSGK |  | YFSDCKRTWV |  | SPRARNNKTA |
| ERLWNVSCEL |  | LGIRWE     |  |            |  |            |  |            |

A: Аланін

C: Цистеїн

D: Аспарагінова кислота

E: Глутамінова кислота

F: Фенілаланін

G: Гліцин

H: Гістидин

I: Ізолейцин

K: Лізин

L: Лейцин

M: Метіонін

N: Аспарагін

P: Пролін

Q: Глутамін

R: Аргінін

S: Серин

T: Треонін

V: Валін

W: Триптофан

Кодований геном білок за функцією належить до оксидоредуктаз. 
Білок має сайт для зв'язування з НАДФ. 